# 灰闌記
『灰闌記』（かいらんき）は、元の李行甫（李行道）による雑劇。元曲の1ジャンルをなす公案（裁判）もので、有名な包拯が登場する。
正名は『包待制智勘灰闌記』。

## 概要
『録鬼簿』巻上には作者名を李行甫とする。絳州（今の山西省）の人で名を潜夫といい、行甫は字であるらしい。それ以外の事績は不明であり、『灰闌記』以外の作品も知られない。『元曲選』や『太和正音譜』では作者を李行道とする。
題の「灰」は石灰のことで、「闌」は円を意味する。日本では「白墨の輪」と訳されることが多い。
包待制の裁きは『旧約聖書』列王記上3章16-28節に記されている、ソロモンによる2人の女の裁判に似ている。ただし聖書では子供を剣で二等分しようとして、それを止めた方が真の母親であるとするが、『灰闌記』では子供を2人の女に引っぱらせる点が異なる。
前漢の潁川郡守の黄覇が、2人の姉妹が子を争ったのに対して子を2人に引っ張らせたという話が『太平御覧』の巻361および巻639に見えている。『風俗通』からの引用としているが現行の『風俗通』に見えず、逸文と考えられる。同じ話は五代の和凝親子による『疑獄集』、南宋の鄭克『折獄亀鑑』、南宋の桂万栄『棠陰比事』などの案例集にも引かれている。日本の『大岡政談』にも同様の話が見えているが、『棠陰比事』の記事をもとに翻案したものとされる。

## 主な登場人物
- 張家の未亡人 - 鄭州の張家の未亡人。姓は劉。
- 張海棠（ちょうかいどう）- 張家の娘。
- 張林（ちょうりん）- 張家の子。海棠の兄。
- 馬員外（ばいんがい）- 鄭州の資産家、名は均卿。「員外」と呼ばれているが官僚ではない。
- 馬員外の正妻
- 趙令史（ちょうれいし）- 鄭州の役人。
- 蘇順（そじゅん）- 鄭州太守。
- 董超（とうちょう）、薛覇（せつは）- 海棠を護送する役人。
- 包待制（ほうたいせい）- 包拯。開封府府尹。

## 構成
楔子（せっし、序）と4つの折（幕に相当）から構成され、全編を通して海棠が歌う。

### あらすじ
楔子
鄭州の張家は代々役人であったが現在は没落している。未亡人の劉氏・息子の張林・娘の張海棠だけが残っていたが、娘に娼妓をさせてなんとか生活している。張林は貧乏暮しに愛想をつかして汴京に旅だつ。海棠は金のために馬員外の妾になる。
第1折
5年後、張家の未亡人はすでに死亡、海棠は馬員外の子供を生んだ。いっぽう馬員外の正妻は夫の目を盗んで趙令史と関係を持ち、夫を毒殺しようと図っていた。子供の5歳の誕生日のために馬員外とその正妻は寺詣りに行っている（海棠は家で食事の準備をしている）。海棠の兄の張林は金を使い果たし、妹をたよってやって来るが、海棠は張林が母の葬儀に帰って来なかったことを怒って門前払いにする。そこへ馬員外の正妻が帰ってきて海棠の首飾りをはずさせ、自分のものだといつわって張林に渡す。馬員外が帰ってきて海棠の首飾りがないことに気づくと、正妻は「海棠には間男がいて、自分たちが留守のあいだにこっそり首飾りを渡した」と嘘をついたため、馬員外は海棠を叩く。馬員外が疲れて飲みものを要求すると、海棠が持ってきたスープに正妻は毒薬を混ぜる。馬員外は死に、正妻は海棠に毒殺の罪を着せる。夫の殺害に成功した正妻はさらに海棠の子も自分の手に入れようと趙令史と策略をめぐらせる。
第2折
馬員外の正妻は海棠を引ったてて鄭州府に訴え出る。海棠は堂々と自分の無罪を述べるが、実際の取り調べは趙令史にまかされ、証人は金で買収されていて海棠の子を正妻の子だと証言する。趙令史は海棠を拷問にかけ、海棠はやむをえず自分が殺したと自白する。鄭州太守の蘇順は海棠に枷をかけ、開封府に護送する。
第3折
雪の中、董超と薛覇は海棠を開封府に護送している。そこへ今は開封府の包待制のもとで働いている張林が通りかかり、事情を知る。趙令史と馬員外の正妻は海棠を護送中に殺してしまうように董超と薛覇に言いつけてあったが、酒屋で海棠らとはちあわせして逃げる。張林は董超と薛覇をおどして海棠を解放させようとするが、けんかになる。
第4折
開封府府尹の包待制は鄭州からの報告を読むが、内容に不審な点があると考えている。董超・薛覇・海棠が包待制の前に出頭する。最初海棠は緊張して話ができず、兄の張林が助け舟を出すが止められる。海棠はようやく事情を包待制に話す。馬員外の正妻や子供も包待制の前に出頭し、正妻は子供を自分が生んだと証言する。包待制は庭先に石灰で円を描かせ、子供を円の中に入れて、馬員外の正妻と海棠に円から引っぱり出させ、成功した方を本物の親と認めることにする。2回行うが、2回とも馬員外の正妻が引っぱり出すことに成功する。包待制は子供のことを思って失敗した方こそ本当の母であると判断し、馬員外の正妻が子供を強奪しようとしたことが明らかになったとして、趙令史を出頭させ、拷問にかける。趙令史は馬員外の正妻に罪をなすりつけようとする。包待制は裁きを下し、鄭州太守の蘇順は官職剥奪、偽証を行ったものは杖八十の上に流刑、董超と薛覇は杖百の上に遠流、馬員外の正妻と趙令史は凌遅刑に処され、その財産は海棠に与えられる。

## 影響
『灰闌記』は元曲の中で特に有名というわけではないが、19世紀にスタニスラス・ジュリアンによってフランス語に翻訳され、西洋で有名になった。その後クラブントによって5幕のドイツ語劇『白墨の輪』（Der Kreidekreis）として自由に翻訳され（1925年初演）、それを元にアレクサンダー・フォン・ツェムリンスキーがオペラ（1933年初演）を書いた。
翻案ものとしては、ベルトルト・ブレヒトの『アウクスブルクの白墨の輪』(Der Augsburger Kreidekreis)および『コーカサスの白墨の輪』(Der Kaukasische Kreidekreis)がある。とくに後者が有名であり、林光の音楽によってオペラ化されている。福島弘和の吹奏楽曲『白墨の輪へのオマージュ グルシェの愛』も『コーカサスの白墨の輪』にもとづく。
『灰闌記』原作の日本語訳は存在しない。新関良三がクラブントのドイツ語訳を日本語に翻訳しているが、塩谷温は原作からの翻訳でないことを遺憾としている。またブレヒトの作品も日本語に翻訳されている。